# Спас Панчев
Спас Панчев е български политик, председател на Българския земеделски народен съюз „Александър Стамболийски“ от 12 февруари 2005 г. През 2007 г., според промените в Закона за политическите партии, партията се преименува на Земеделски съюз „Ал. Стамболийски“. Спас Панчев членува в Българския земеделски народен съюз от 1976 г.
Спас Панчев е роден в село Илия, Кюстендилско. Завършва Висшия химикотехнологичен институт през 1974 г., от 1977 г. работи в „Техноимпортекспорт“ в София. От 1985 г. ръководи представителството на „Техноимпортекспорт“ в Ирак, а по-късно е директор на предприятието (1990 – 1991 и 1993 – 1997).
Известно време ръководи администрацията на Комитета по туризъм. След 1998 г. заема различни ръководни постове в други предприятия. От 2005 до 2009 г. е заместник министър на отбраната. От 2009 г. е депутат от Коалиция за България.
Спас Панчев е също:
председател на Съюза на българските филателисти;
паст президент на Ротари клуб „Тангра“, София;
президент на фондация „Семейство и дрога“;
заместник-председател на фондация „Мария Монтесори“;
член на Настоятелството на НХП „Александър Невски“;
член на Настоятелството на Национален учебен комплекс „Горна баня“;
член на Настоятелството на Американски колеж „Аркус“, Велико Търново;
действителен член на Евразийската академия за телевизия и радио – Москва (академик);
действителен член на Международната академия на науките по екология и безопасност – МАНЭБ – Санкт Петербург (академик);
почетен гражданин на гр. Лясковец.